# Аніва (острів)
Аніва (англ. Aniwa) — острів в архіпелазі Нові Гебриди в Тихому океані. Належить Республіці Вануату. Адміністративно входить до складу провінції Тафеа.

## Назва
Назва острова Аніва має полінезійське походження і перекладається як «місце, де багато кокосових пальм» .

## Географія
Острів Аніва розташований в південній частині архіпелагу Нові Гебриди в Тихому океані, між островом Танна, що лежить на північний захід приблизно за 30 км, і островом Ероманга, що лежить на північний захід приблизно за 43 км; на південний схід розташований острів Футуна. Найближчий материк, Австралія, лежить за 1100 км . Загальна площа суші Аніва становить близько 8 км .
Геологічно острів являє собою піднятий атол, складений з коралового вапняку і оточений кораловим рифом . У південній частині острова знаходиться згаслий вулкан.
Клімат на острові Аніва тропічний. Середньорічна кількість опадів становить близько 1500 мм . Острів схильний до частих циклонів та землетрусів.
Незважаючи на те, що острів географічно розташований в межах Меланезії, його за культурними особливостями населення відносять до Полінезії.

## Історія
Острів Аніва, як і Футуна, був заселений полінезійцями з островів Тонга і Футуна (на захід від Самоа), який змішалися з вихідцями з сусіднього острова Танна .
Острів був відкритий 20 серпня 1774 року англійським мандрівником Джеймсом Куком , який назвав його «островом Іммерів» .
У серпні 1866 року на острові Аніва висадився відомий протестантський місіонер Джон Петон, який разом зі своєю дружиною Меггі заснував на острові місію. Релігійний діяч знайшов жителів Аніва дуже схожими на жителів сусіднього острова Танна :
|  | «Було очевидно, що вони такі ж забобонні, такі ж канібальське жорстокі і зіпсовані, з таким же варварським менталітетом і відсутністю альтруїстичних і гуманістичних спонукань.» Оригінальний текст (англ.) The same superstitions, the same cannibalistic cruelties and depravities, the same barbaric mentality, the same lack of altruistic or humanitarian impulses were in evidence. |

Проте Джон Петон продовжив свою місіонерську діяльність, а на Аніва народилося шість з десяти його дітей (проте, чотири дитини померло в дитинстві або в ранньому дитинстві) . Місіонер вивчив місцеву мову, створив абетку для неї, навчав остров'ян письма та читання. В 1899 році вперше місцевою мовою був надрукований Новий Заповіт .
У березні 1906 року Аніва, як і інші острови Нових Гебрид, стали спільним володінням Франції і Британії, тобто архіпелаг отримав статус англо-французького кондомініуму .
30 червня 1980 року Нові Гебриди отримали незалежність від Великої Британії і Франції, і Футуна став територією Республіки Вануату.

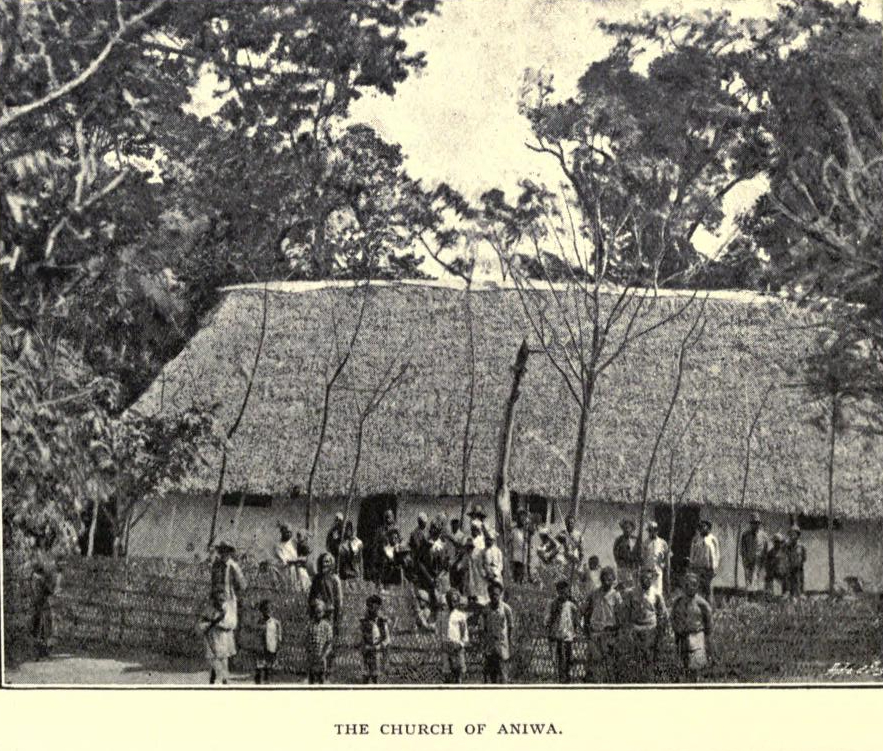
Церква на острові Аніва

## Населення
У 2009 році чисельність населення острова складала 341 чоловік. Головне поселення, село Ісаваї, розташоване на західному узбережжі Аніва.
Основне заняття місцевих жителів - сільське господарство. На острові діє аеропорт .
Місцеве населення розмовляє мовою футуна-аніва (західно-футунська), що належать до футунських мов (які, в свою чергу, відносяться до ядерно-полінезійських) .